# Вертячево (Воскресенский район)
Вертя́чево — деревня в Воскресенском муниципальном районе Московской области. Входит в состав сельского поселения Фединское. Население — 12 чел. (2010).

## География
Деревня Вертячево расположена в юго-западной части Воскресенского района, примерно в 6 км к западу от города Воскресенска. Высота над уровнем моря 112 м. Рядом с деревней протекает река Отра. Ближайший населённый пункт — деревня Глиньково.

## История
В 1926 году деревня входила в Глиньковский сельсовет Спасской волости Бронницкого уезда Московской губернии.
С 1929 года — населённый пункт в составе Ашитковского района Коломенского округа Московской области. 20 мая 1930 года деревня была передана в Воскресенский район.
До муниципальной реформы 2006 года Вертячево входило в состав Марчуговского сельского округа Воскресенского района.

## Население
В 1926 году в деревне проживало 136 человек (60 мужчин, 76 женщин), насчитывалось 27 крестьянских хозяйств. По переписи 2002 года — 14 человек (4 мужчины, 10 женщин).
| 1926 | 2002 | 2010 |
| ---- | ---- | ---- |
| 136  | ↘14  | ↘12  |